# Ejvind Hansen
Ejvind Hansen   (Langeland, 28 de juliol de 1924 - Odense, 19 de desembre de 1996) fou un piragüista danès que va competir entre finals de la dècada de 1940 i començaments de la de 1950.
El 1948 va prendre part en els Jocs Olímpics d'Estiu de Londres on, formant parella amb Jakob Jensen, va guanyar la medalla de plata en el K-2 1.000 metres del programa de piragüisme. Quatre anys més tard, als Jocs de Hèlsinki, fou quart en el K-1 10.000 metres del programa de piragüisme.
En el seu palmarès també destaquen dues medalles de bronze al Campionat del Món de piragüisme en aigües tranquil·les de 1948 i una de plata al de 1950.